# Rot-Weiss Köln
Maillots
Kölner Tennis- und Hockey-Club Stadion Rot-Weiss e.V., également connu sous le nom de KTHC Stadion Rot-Weiss ou simplement Rot-Weiss Köln, est un club de hockey sur gazon et de tennis basé à Cologne, Rhénanie du Nord-Westphalie. Le terrain d'origine est le Kölner Stadtwald,.
Le 1er XI masculin a remporté la Bundesliga neuf fois, et a également participé à la Euro Hockey League, qu'il a remportée dans la saison 2016-2017. Le 1er XI féminin a remporté la Bundesliga cinq fois.

## Honneurs

### Hommes
Bundesliga
- Champions (9): 1971-1972, 1972-1973, 1973-1974, 2008-2009, 2009-2010, 2012-2013, 2014-2015, 2015-2016, 2019-2021
- Vice-champions (9): 1965-1966, 1969-1970, 1970-1971, 1974-1975, 1989-1990, 2011-2012, 2013-2014, 2016-2017, 2017-2018

Euro Hockey League
- Champions (1): 2016-2017
- Vice-champions (3): 2018-2019, 2022, 2022-2023

Bundesliga en salle
- Champions (11): 1973-1974, 1977-1978, 1985-1986, 1988-1989, 1991-1992, 1992-1993, 1994-1995, 2008-2009, 2011-2012, 2016-2017, 2019-2020
- Vice-champions (7): 1964-1965, 1975-1976, 1989-1990, 1990-1991, 2013-2014, 2014-2015, 2015-2016

Coupe d'Europe de hockey en salle des clubs champions
- Champions (9): 1990, 1991, 1993, 1994, 1995, 1996, 2010, 2013, 2018
- Vice-champions (2): 1992, 1997

### Femmes
Bundesliga
- Champions (5): 1997-1998, 2002-2003, 2006-2007, 2011-2012, 2013-2014
- Vice-champions (7): 1998-1999, 1999-2000, 2003-2004, 2004-2005, 2007-2008, 2010-2011, 2015-2016

Coupe d'Europe féminine de hockey sur gazon des clubs champions
- Champions (1): 1999

Coupe d'Europe féminine de hockey sur gazon des clubs vainqueurs
- Champions (1): 2000

Bundesliga en salle
- Champions (2): 1964-1965, 2011-2012
- Vice-champions (2): 2005-2006, 2006-2007